# Klášter
Klášter – gmina w Czechach, w powiecie Pilzno Południe, w kraju pilzneńskim. Według danych z dnia 1 stycznia 2013 liczyła 205 mieszkańców.
Większość wsi leży w obrębie ruin średniowiecznego klasztoru, który został zniszczony podczas wojen husyckich w 1420 roku.